# Liste der Mitglieder des Sächsischen Landtags 1866
Diese Liste gibt einen Überblick über die Mitglieder des außerordentlichen Sächsischen Landtags des Jahres 1866.

## Zusammensetzung der I. Kammer

### Präsidium
- Präsident: Friedrich Freiherr von Friesen
- Vizepräsident: Friedrich Wilhelm Pfotenhauer
- 1. Sekretär: Christoph Holm von Egidy
- 2. Sekretär: Eduard Wimmer

### Vertreter des Königshauses und der Standesherrschaften
| Besitz oder Institution                                      | Abgeordneter                                                                                         | Bemerkungen |
| ------------------------------------------------------------ | --- | ----------- |
| Sächsisches Königshaus                                       | Prinz Georg Prinz Albert                                                                             |             |
| Besitzer der Standesherrschaft Königsbrück                   | August Graf Wilding von Königsbrück                                                                  |             |
| Besitzer der Standesherrschaft Reibersdorf                   | Curt Heinrich Ernst Graf von Einsiedel                                                               |             |
| Bevollmächtigter der Herrschaft Wildenfels                   | Friedrich Magnus Graf zu Solms-Wildenfels durch seinen Bevollmächtigten Bernhard Freiherr von Hausen |             |
| Vertreter der vier Schönburgischen Lehnsherrschaften         | Karl Heinrich Wolf Wilhelm Franz Graf von Schönburg                                                  |             |
| Bevollmächtigter der fünf Schönburgischen Rezessherrschaften | Karl von Könneritz                                                                                   |             |
| Vertreter der Universität Leipzig                            | Karl Friedrich Rudolf Heinze                                                                         |             |

### Vertreter der Geistlichkeit
| Amt                                  | Abgeordneter                    | Bemerkungen |
| ------------------------------------ | ------------------------------- | ----------- |
| Evangelischer Oberhofprediger        | Theodor Albert Liebner          |             |
| Dekan des Domstifts zu Bautzen       | Ludwig Anton Forwerk            |             |
| Superintendent zu Leipzig            | Gotthard Victor Lechler         |             |
| Vertreter des Kollegiatstifts Wurzen | Hennig Albert von Stammer       |             |
| Vertreter des Hochstifts Meißen      | Johann Heinrich August von Behr |             |

### Auf Lebenszeit gewählte Abgeordnete der Rittergutsbesitzer
| Wahlbezirk            | Abgeordneter                                              | Bemerkungen |
| --------------------- | --------------------------------------------------------- | ----------- |
| Meißner Kreis         | Christoph Holm von Egidy                                  |             |
| Meißner Kreis         | Carl August Rittner                                       |             |
| Meißner Kreis         | Bernhard Freiherr von Rochow                              |             |
| Erzgebirgischer Kreis | Karl von Einsiedel                                        |             |
| Erzgebirgischer Kreis | William Eduard Krafft                                     |             |
| Oberlausitz           | Franz Guido Hempel                                        |             |
| Oberlausitz           | Egon Heinrich Gustav Freiherr von Schönberg-Bibran-Modlan |             |
| Oberlausitz           | Johannes Petrus Cajus Graf zu Stolberg-Stolberg           |             |
| Leipziger Kreis       | Otto von Böhlau                                           |             |
| Leipziger Kreis       | Oswald von Nostitz-Wallwitz                               |             |
| Vogtländischer Kreis  | Heinrich Ludolph Kasten                                   |             |
| Vogtländischer Kreis  | Carl von Metzsch                                          |             |

### Rittergutsbesitzer durch Königliche Ernennung
- Heinrich Otto von Erdmannsdorf
- Ludwig Wilhelm Ferdinand von Beschwitz
- Friedrich Freiherr von Friesen
- Karl Adolf Graf von Hohenthal
- Curt Ernst von Posern
- Rudolf Friedrich Theodor von Watzdorf
- Ludwig Eduard Victor von Zehmen
- Gustav von König
- Georg von Miltitz
- Friedrich Emil Robert Meinhold

### Magistratspersonen
| Wahlbezirk | Abgeordneter                                     | Bemerkungen |
| ---------- | ------------------------------------------------ | ----------- |
| Dresden    | Friedrich Wilhelm Pfotenhauer, Oberbürgermeister |             |
| Leipzig    | Carl Wilhelm Otto Koch, Bürgermeister            |             |
| Schneeberg | Eduard Wimmer, Bürgermeister                     |             |
| Freiberg   | August Friedrich Clauß, Bürgermeister            |             |
| Grimma     | Ernst Ludwig Hennig, Bürgermeister               |             |
| Meißen     | Karl Richard Hirschberg, Bürgermeister           |             |
| Bautzen    | Conrad Eduard Löhr, Bürgermeister                |             |
| Chemnitz   | Johannes Friedrich Müller, Bürgermeister         |             |

## Zusammensetzung der II. Kammer

### Präsidium
- Präsident: Daniel Ferdinand Ludwig Haberkorn
- Vizepräsident: Friedrich Wilhelm Oehmichen
- 1. Sekretär: Karl Loth
- 2. Sekretär: Alexander Theodor Adolph Schenk

### Abgeordnete der Rittergutsbesitzer
| Wahlbezirk            | Abgeordneter                                                 | stellvertretender Abgeordneter                            | Bemerkungen                                       |
| --------------------- | ------------------------------------------------------------ | --------------------------------------------------------- | ------------------------------------------------- |
| Erzgebirgischer Kreis | Leonce Robert Freiherr von Könneritz                         | Julius Braun                                              |                                                   |
| Erzgebirgischer Kreis | Friedrich Oskar von Reinhardt                                | Rudolph Waldemar von Seydewitz                            | Reinhardt war Rittergutsbesitzer auf Augustusberg |
| Erzgebirgischer Kreis | Eduard Heinrich von Schönfels                                | Max Hermann von Carlowitz-Maxen                           |                                                   |
| Leipziger Kreis       | Adolf Baumann                                                | Moritz Clauß                                              |                                                   |
| Leipziger Kreis       | Theodor Alexander Platzmann                                  | Alexis Peltz                                              |                                                   |
| Leipziger Kreis       | Wilhelm Julius Knechtel                                      | Karl Jakob Kees                                           |                                                   |
| Leipziger Kreis       | Anton von Carlowitz                                          | Rudolph Freiherr von Streit                               |                                                   |
| Meißner Kreis         | Karl Christian Arthur Freiherr Dathe von Burgk               | Wilhelm Eduard Otto                                       |                                                   |
| Meißner Kreis         | Erdmann Theodor Günther                                      | Eduard Herrmann Haberland                                 |                                                   |
| Meißner Kreis         | Feodor Franz Albert von Schönberg                            | Edmund Schneider                                          |                                                   |
| Meißner Kreis         | Christian Heinrich Steiger                                   | Franz Julius Roßberg                                      |                                                   |
| Meißner Kreis         | Karl Victor Freiherr von Ferber                              | Otto von Schönberg                                        |                                                   |
| Oberlausitz           | Alexander Theodor Adolph Schenk                              | Eduard Gottlob Leo von Nostitz und Jänkendorf             |                                                   |
| Oberlausitz           | Friedrich Theodor von Criegern                               | Friedrich Wilhelm Schmalz                                 |                                                   |
| Oberlausitz           | Theodor Graf und Edler Herr zur Lippe-Biesterfeld-Weißenfeld | Friedrich Graf und Edler zur Lippe-Biesterfeld-Weißenfeld |                                                   |
| Oberlausitz           | Hans Karl Florian von Nostitz-Drzwiecki                      | Ernst Gustav Julius Pfeiffer                              |                                                   |
| Oberlausitz           | Hermann von Nostitz-Wallwitz                                 | Hermann von Salza und Lichtenau                           |                                                   |
| Vogtländischer Kreis  | Franz Adler                                                  | Franz Julius Förster                                      |                                                   |
| Vogtländischer Kreis  | Franz Ludwig Golle                                           | Rudolph Woldemar von Bodenhausen                          |                                                   |
| Vogtländischer Kreis  | Wilhelm Otto Seiler                                          | Franz Emil Kreller                                        |                                                   |

### Abgeordnete der Städte
| Wahlbezirk | Abgeordneter                      | stellvertretender Abgeordneter | Bemerkungen                                                                      |
| ---------- | --------------------------------- | ------------------------------ | -------------------------------------------------------------------------------- |
| 1          | Karl Heinrich                     | Eduard Adolf Schedlich         |                                                                                  |
| 2          | Ernst Caspari                     | Friedrich Wilhelm Schneider    |                                                                                  |
| 3          | Ernst Heinrich Thiele             | Edwin Erchenberger             |                                                                                  |
| 4          | Emil Bruno Mosch                  | Gustav Dietel                  |                                                                                  |
| 5          | Karl Loth                         | Emil Sommer                    |                                                                                  |
| 6          | Oskar Kretschmar                  | Robert Huste                   |                                                                                  |
| 7          | Hermann Schreck                   | Hugo Ernst Hartung             |                                                                                  |
| 8          | Friedrich Raimund Sachße          | Ludwig Bernhard Krüger         |                                                                                  |
| 9          | Karl Meltzer                      | Friedrich August Flatter       |                                                                                  |
| 10         | Rudolph Hilmar Seyfart            | Alexander Haupt                |                                                                                  |
| 11         | Heinrich Theodor Koch             | Christian Friedrich Schubert   |                                                                                  |
| 12         | Friedrich Gustav Weidauer         | Friedrich Christian Funke      |                                                                                  |
| 13         | Otto Hermann Krauße               | Karl Heinrich Friedrich        |                                                                                  |
| 14         | Karl Wilhelm Stauß                | August Gottwerth Penzig        |                                                                                  |
| 15         | Oskar Kürzel                      | Moritz Emil Körner             |                                                                                  |
| 16         | Friedrich Robert Ploß             | Franz Petzold                  |                                                                                  |
| 17         | Hermann Lang                      | Gustav Schuricht               |                                                                                  |
| 18         | Alexander Hermann Bauer           | Ernst von der Mosel            |                                                                                  |
| 19         | Karl Julius Geyer                 | Georg Heinrich Reinhardt       |                                                                                  |
| 20         | Daniel Ferdinand Ludwig Haberkorn | Ernst Wilhelm Haupt            |                                                                                  |
| Chemnitz   | Eduard Hermann Müller             | Georg Paul Heßler              |                                                                                  |
| Dresden    | Karl Friedrich August Walther     | Paul Alfred Stübel             | exakte Benennung des Dresdner Wahlbezirks erfolgt in vorliegenden Quellen nicht  |
| Dresden    | Julius Theodor Hertel             | Carl Wilhelm Dindorf           | exakte Benennung des Dresdner Wahlbezirks erfolgt in vorliegenden Quellen nicht  |
| Leipzig    | Carl Otto Müller                  | Raimund Härtel                 | exakte Benennung des Leipziger Wahlbezirks erfolgt in vorliegenden Quellen nicht |
| Leipzig    | Karl Heyner                       | Paul Adolph Maximilian Rose    | exakte Benennung des Leipziger Wahlbezirks erfolgt in vorliegenden Quellen nicht |

### Abgeordnete des Bauernstandes
| Wahlbezirk | Abgeordneter                     | stellvertretender Abgeordneter | Bemerkungen |
| ---------- | -------------------------------- | ------------------------------ | ----------- |
| 1          | Julius Ehrenberg                 | Friedrich Wilhelm Thiemer      |             |
| 2          | Friedrich Wilhelm Schade         | Christian Karl Treiber         |             |
| 3          | Karl Ernst Seydel                | Christian Gottfried Ahnert     |             |
| 4          | Karl Heinrich Otto               | Johann Christlieb Jentzsch     |             |
| 5          | Heinrich Wilhelm Pötzsch         | Heinrich Hermann Däweritz      |             |
| 6          | Friedrich August Müller          | Friedrich Moritz Brendel       |             |
| 7          | Anton Gabriel Belleville         | Carl Louis Hähner              |             |
| 8          | Friedrich Wilhelm May            | Johann Gottlieb Schinke        |             |
| 9          | Moritz Lehmann                   | Carl Weitzmann                 |             |
| 10         | Friedrich Wilhelm Oehmichen      | Karl Ernst Klopfer             |             |
| 11         | Magnus Guido Uhlemann            | Friedrich Wilhelm Lorenz       |             |
| 12         | Wilhelm Heinrich Vogel           | Karl Hugo Schramm              |             |
| 13         | Carl Lebrecht Ufer               | Karl Ernst Steiger             |             |
| 14         | Carl Friedrich Solbrig           | Friedrich Ferdinand Linke      |             |
| 15         | Carl Friedrich Thümer            | Wilhelm Heinrich Vogel         |             |
| 16         | Karl Gotthilf Mehnert            | Ernst Julius Schulze           |             |
| 17         | Johann Christoph Friedrich Stöhr | Friedrich Eduard Kessel        |             |
| 18         | Friedrich August Barth           | Florentin Kästner              |             |
| 19         | Friedrich Dienegott Kempte       | Carl Friedrich Wolf            |             |
| 20         | Johann Christian Stier           | Johann Ehrhardt Sünderhauf     |             |
| 21         | Christian Gottlieb Riedel        | Ernst Gotthelf Held            |             |
| 22         | Johann Gottfried Tempel          | Karl Elias Domsch              |             |
| 23         | Karl August Heinze               | Karl Gottlieb Böhmer           |             |
| 24         | Karl Hermann Fahnauer            | Heinrich Benno Möschler        |             |
| 25         | Friedrich Wilhelm Beeg           | Karl Bernhard Päßler           |             |

### Vertreter des Handels und Fabrikwesens
| Bezirk | Abgeordneter              | stellvertretender Abgeordneter | Bemerkungen |
| ------ | ------------------------- | ------------------------------ | ----------- |
| 1      | Franz Ludwig Gehe         | Gottfried Reichardt            |             |
| 1      | Ernst Albert Jordan       | Rudolf Moritz Reinhardt        |             |
| 2      | Paul Ludwig Bassenge      | Anton Hugo Welter              |             |
| 2      | Heinrich Moritz Bering    | Moritz Heinrich Lorenz         |             |
| 3      | Georg Ludwig Wilhelm Burk | Moritz Ostwalt                 |             |
| 3      | vakant                    | Philipp Wilhelm Hamm           |             |
| 4      | Conrad Rudolph Pornitz    | Julius Theodor Marbach         |             |
| 4      | Karl Hecker               | Gustav Adolph Gehrenbeck       |             |
| 5      | Bernhard Eisenstuck       | Karl Ehret                     | -           |
| 5      | Franz August Mammen       | Emil Christian Hänel           |             |